# Оби-Ван Кеноби (сериал)
«О́би-Ван Кено́би» (англ. Obi-Wan Kenobi) — американский мини-сериал 2022 года режиссёра Деборы Чоу, созданный для стримингового сервиса Disney+. Часть медиафраншизы «Звёздные войны», действие которой разворачивается через 10 лет после событий фильма «Звёздные войны. Эпизод III: Месть ситхов». Оби-Ван Кеноби здесь отправляется спасать принцессу Лею из плена Галактической Империи, что приводит к столкновению с его бывшим учеником Дартом Вейдером.
Изначально проект должен был стать полнометражным спин-оффом, но после кассового провала фильма «Хан Соло. Звёздные войны: Истории» (2018) был переработан в мини-сериал, включающий шесть эпизодов. Оби-Вана сыграл, как и в трилогии приквелов, Юэн Макгрегор, Дарта Вейдера — Хейден Кристенсен, Лею — Вивьен Лира Блэр. Другие роли сыграли Джоэл Эдгертон, Бонни Пессе, Джимми Смитс, Джеймс Эрл Джонс. Саундтрек создала Натали Холт, которая стала первой женщиной-композитором, принявшей участие в работе над игровым проектом по мотивам «Звёздных войн».
Премьерный показ проходил с 27 мая по 22 июня 2022 года. Критики высоко оценили игру Макгрегора, боевые сцены, музыку и эмоциональную составляющую, но раскритиковали сценарий.

## Сюжет
Действие сериала происходит через 10 лет после событий фильма «Звёздные войны. Эпизод III: Месть ситхов» (2005), когда джедаи были уничтожены согласно Приказу 66 и ученик Оби-Вана Кеноби Энакин Скайуокер стал владыкой ситхов Дартом Вейдером. Кеноби скрывается на планете Татуин и присматривает за сыном Энакина Люком. Имперские инквизиторы похищают дочь Энакина Лею, чтобы выманить Кеноби из убежища, и тот отправляется на поиски. Вскоре происходит столкновение Оби-Вана с Вейдером.

## Актёры и персонажи

### В главной роли
- Юэн Макгрегор — Оби-Ван «Бен» Кеноби, мастер-джедай, который пережил Приказ 66 и теперь живёт в изгнании на планете Татуин, присматривая за Люком Скайуокером[2][4]. Макгрегор, по его словам, был рад сыграть ту версию персонажа, которая ближе к изображению Алека Гиннесса из оригинальной трилогии «Звёздных войн», чем его собственная версия (более молодая) из трилогии приквелов[5]. В начале сериала Оби-Ван — «побитый жизнью, потерявший веру и окончательно сдавшийся персонаж»[6]. Исполнительный продюсер Мишель Рейван[англ.] описала персонажа как «потерянного» после «травмировавших его событий», произошедших в фильме «Звёздные войны. Эпизод III: Месть ситхов» (2005), в том числе после перехода Энакина, его ученика, на Тёмную сторону Силы. Кеноби бросил Энакина умирать на Мустафаре и теперь чувствует вину за это[7]. По словам главного сценариста Джоби Харольда, сериал должен заполнить пропасть между «весьма эмоциональным» джедаем из приквелов и «умудрённым учителем» из «Новой надежды»[8].
Макгрегор, готовясь к роли, пересмотрел фильмы «Саги Скайуокеров» и прочитал относящиеся к франшизе романы, включая написанные Иэном Бэнксом[9].

### Второстепенные роли
- Руперт Френд — Гранд-инквизитор[англ.], чувствительный к Силе мужчина-пау’ан, служивший стражем в Храме Ордена джедаев на Корусанте в последние годы Галактической Республики. Разочаровавшись в учении Светлой стороны, он примкнул к ситху Дарту Сидиусу и стал главой Инквизитория Галактической Империи. Как и ученик Сидиуса Дарт Вейдер, Гранд-инквизитор охотился на джедаев, переживших первую волну уничтожения Ордена[6]. Френд описывает персонажа как человека, который наслаждается звучанием собственного голоса и надеется быть на равных с Дартом Вейдером, мечтая при первой возможности заменить его на посту ученика императора Палпатина. Френд, по его словам, был взволнован возможностью воплотить образ Гранд-инквизитора в реальной жизни, но при этом не хотел, чтобы персонаж был похож на анимационную версию в мультсериале «Звёздные войны: Повстанцы», озвученную Джейсоном Айзексом[10].
- Сон Кан — Пятый брат, джедай, после падения Ордена джедаев ставший агентом имперского Инквизитория. Его задачей было искать чувствительных к Силе детей[11].
- Мозес Ингрэм — Рева Севандер / Третья сестра, юнлинг в последние десятилетия существования Республики, ставшая свидетелем исполнения Приказа 66 в Храме джедаев на Корусанте[12]. После падения Ордена джедаев стала агентом имперского Инквизитория[6][11]. Джоби Харольд, по его словам, надеялся, что Рева «внесёт особый вклад в наследие антагонистов „Звёздных войн“». Ингрэм описывает эту героиню как «спортсменку» и злодейку[8]. Актриса считает, что прощение — центральная тема персонажа и что Ревой движет травма из прошлого[13]. Именно Ингрэм настояла на том, что её волосы должны оставаться кудрявыми, чтобы афроамериканским детям было проще наряжаться Ревой на Хэллоуин[14]. Айями Следж исполнила роль Ревы в юности[15].
- Вивьен Лира Блэр?! — Лея Органа, дочь Энакина Скайуокера, сестра Люка и принцесса Алдераана[16].
- Кумэйл Нанджиани — Хаджа Эстри, уличный жулик из Дайю, притворяющийся джедаем. Для подготовки к роли Нанджиани изучал поведение реальных мошенников и фокусников[17][18].
- Хейден Кристенсен — Энакин Скайуокер / Дарт Вейдер, отец Люка Скайуокера и Леи Органы, бывший падаван и близкий друг Оби-Вана, который перешёл на Тёмную сторону и стал владыкой ситхов[1][2][19]. Поскольку Кристенсен не возвращался к роли персонажа с 2005 года, перед съёмками он пересмотрел все фильмы «Саги Скайуокеров», мультсериалы «Звёздные войны: Войны клонов» (2008—2020) и «Звёздные войны: Повстанцы» (2014—2018). Ему понравилось, что в мультсериалах более подробно исследованы взаимоотношения Энакина и Оби-Вана[9]. Вейдер говорит голосом Джеймса Эрла Джонса, сгенерированным при помощи технологии Respeecher на основе реплик Джонса из предыдущих фильмов[20].
- Индира Варма — Тала Дурит, разочаровавшаяся в идеологии Империи женщина-офицер, помогающая Оби-Вану скрываться от Империи[18].
- О’Ши Джексон-младший — Кавлан Рокен, лидер сети «Путь», помогающий джедаям скрываться от Империи[18].

### Гостевые появления
- Бенни Сафди — Нари, джедай, скрывающийся на Татуине после Приказа 66[16].
- Джоэл Эдгертон — Оуэн Ларс, фермер-влагодобытчик на Татуине, сводный брат Энакина Скайуокера и дядя Люка, который со скептицизмом относится к опеке со стороны Оби-Вана[21][22].
- Бонни Пессе[англ.] — Беру Уайтсан Ларс, жена Оуэна и приёмная тётка Люка Скайуокера[21].
- Симона Кесселл — Брея Органа, королева Алдераана, приёмная мать Леи и жена Бэйла Органы. В «Мести ситхов» эту роль исполнила Ребекка Джексон Мендоза[англ.][16].
- Фли — Вект Нокру, охотник за головами, нанятый для похищения Леи[16].
- Джимми Смитс — сенатор Бейл Органа, приёмный отец Леи и сенатор Алдераана[16].
- Марисе Альварес — Нише Хорн, беженка с маленьким сыном, ищущая способ покинуть Дайю[18].
- Риа Килстедт — Четвёртая сестра, инквизитор[16].
- Зак Брафф — Фрек (озвучивание), водитель-шахтёр с планеты Мапузо[23].
- Майя Эрскин — Салли, член сети «Путь», помогающая джедаям скрываться от Империи[18].
- Иан Макдермид — император Шив Палпатин / Дарт Сидиус, тёмный владыка ситхов и учитель Вейдера[24].

Мин Кью, каскадёр сериалов «Мандалорец» и «Книга Бобы Фетта», сыграла мастера-джедая Минас Велти во флешбэке о Приказе 66, Грант Фили сыграл десятилетнего Люка Скайуокера, сына Энакина, Энтони Дэниелс повторил свою роль C-3PO, а Темуэра Моррисон сыграл бездомного клона-ветерана. Эстер Роуз Макгрегор, дочь Юэна Макгрегора, сыграла Тету Григ, девушку-торговца спайсом, которую Оби-Ван встречает на Дайю. Дастин Сейтамер сыграл дроида NED-B. Лиам Нисон, не указанный в финальных титрах, появляется в роли Квай-Гона Джинна, покойного учителя Оби-Вана, в финальном эпизоде.

## Список серий
| № | Название               | Режиссёр   | Автор сценария                                                                                                  | Дата премьеры |
| --- | ---------------------- | ---------- | --- | ------------- |
| 1 | «Part I» «Часть I»     | Дебора Чоу | Сюжет : Стюарт Битти и Хуссейн Амини Телесценарий : Джоби Харольд, Стюарт Битти и Хуссейн Амини                 | 27 мая 2022   |
| Через 10 лет после падения ордена Джедаев группа Инквизиторов прибывает на Татуин и находит одного из уцелевших джедаев, но отпускает его из-за вспыльчивости Ревы Севандер / Третьей Сестры. На той же планете живёт в изгнании Оби-Ван Кеноби, который присматривает за юным Люком Скайуокером и его семьёй. Он случайно натыкается на спасшегося джедая, но отказывает ему в помощи, считая, что время джедаев прошло. Приёмный отец Люка Оуэн Ларс просит Оби-Вана оставить его семью в покое. Внезапно прибывают Инквизиторы и требуют от Оуэна выдать Кеноби, но ничего не добиваются и уходят. Тем временем на планете Алдераан юная Лея Органа сбегает из дворца в лес и становится пленницей охотника за головами Векта Нокру. Оби-Ван узнаёт о её исчезновении, но отказывается помогать, считая своим долгом следить за Люком. На площади он замечает повешенного джедая, который прежде обращался к нему за помощью. Вернувшись в свою пещеру, Кеноби сталкивается с Бэйлом, и тот уговаривает его помочь в поисках Леи. Оби-Ван откапывает свой световой меч и улетает с Татуина. |                        |            | |               |
| 2 | «Part II» «Часть II»   | Дебора Чоу | Сюжет : Стюарт Битти и Хуссейн Амини Телесценарий : Джоби Харольд                                               | 27 мая 2022   |
| Оби-Ван прибывает на планету Дайю. Благодаря помощи джедая по имени Хаджа Эстри он проникает в камеру, где содержат Лею, но там сталкивается с Вектом Нокру. Кеноби удаётся сбежать и найти Лею. Прибывшая на Дайю Рева, по заказу которой была похищена принцесса, не находит Оби-Вана и сталкивается с Гранд-инквизитором. Тот отстраняет её от задания, заявив, что найдёт Кеноби сам. Увидев объявление о том, что Оби-Ван в розыске, Лея убегает от него. Кеноби приходится использовать Силу для её спасения, и этим он привлекает внимание охотников. Внезапно Хаджа спасает обоих. Гранд-инквизитор убивает Нокру, Рева, используя Силу, узнаёт от Хаджи, где Кеноби, и находит последнего в порту. Оби-Ван отправляет Лею на корабль. Рева рассказывает ему, что Энакин Скайуокер выжил и давно его ищёт. Появляется Гранд-инквизитор, Рева ранит его, но упускает Оби-Вана и Лею, которые улетают на Мапузо. |                        |            | |               |
| 3 | «Part III» «Часть III» | Дебора Чоу | Джоби Харольд, Ханна Фридман, Хуссейн Амини и Стюарт Битти                                                      | 1 июня 2022   |
| Дарт Вейдер поручает Реве найти Кеноби и обещает ей должность Гранд-инквизитора в случае успеха. Кеноби и Лея прилетают на Мапузо и отправляются на встречу, назначенную Хажей. Не найдя никого, они соглашаются пересесть на имперский транспорт. Водитель транспорта по имени Фрек прибывает на имперский блокпост и выдает Кеноби и Лею. Кеноби уничтожает дрон и убивает всех штурмовиков, но на пост прибывает группа подкрепления. Имперский офицер Тала расстреливает всех штурмовиков и рассказывает, что является членом подпольной сети, помогающей врагам Империи скрываться. Она показывает путь к спасательному транспорту, однако в этот момент прибывает Дарт Вейдер с группой инквизиторов. Вейдер жестоко убивает нескольких жителей города, пытаясь выманить Кеноби, последний отправляет Лею и Талу к транспорту, а сам выступает против преследователей. Вейдер побеждает Оби-Вана в дуэли и с помощью Силы начинает держать его в огне. Появившаяся Тала убивает некоторых штурмовиков и взрывает баллон с горючей смесью, спасая Кеноби. Тем временем Рева отправляется в погоню за Леей. |                        |            | |               |
| 4 | «Part IV» «Часть IV»   | Дебора Чоу | Джоби Харольд и Ханна Фридман                                                                                   | 8 июня 2022   |
| После спасения от Вейдера Оби-Ван и Тала проникают в убежище инквизиторов на луне Нур в системе Мустафар, чтобы спасти Лею, допрашиваемую Ревой с целью узнать о «Пути». На базе Оби-Ван обнаруживает трофейный зал, в котором хранятся тела убитых инквизиторами джедаев и одного юнлинга. Когда Кеноби спасает Лею, Талу раскрывают, после чего становится известно об их присутствии. Они сбегают с помощью лидера «Пути» Рокена и его солдат-повстанцев. Вейдер приходит в ярость и собирается убить Реву, но щадит её, узнав, что та предвидела побег и установила датчик слежения на дроиде Леи Лоле. |                        |            | |               |
| 5 | «Part V» «Часть V»     | Дебора Чоу | Джоби Харольд и Эндрю Стэнтон                                                                                   | 15 июня 2022  |
| Выследив членов «Пути» до их убежища на планете Джабиил, Вейдер повышает Реву до Гранд-инквизитора и приказывает ей устроить засаду. Пытаясь выиграть время, чтобы Лея и остальные успели сбежать, Оби-Ван сталкивается с Ревой и делает вывод, что она знает личность Вейдера, поскольку была юнлингом, пережившим бойню Энакина в Храме джедаев. Он понимает, что она не хочет служить Вейдеру и планирует убить его. Однако она отвергает помощь Кеноби. Имперцы проникают на базу, и Тала жертвует собой, чтобы спасти Оби-Вана. Понимая, что ему не победить, Оби-Ван сдаётся в плен и уговаривает Реву попытаться убить Вейдера, когда они прибудут к нему. Тем временем Лея ремонтирует двери, позволяя «Пути» сбежать вместе с Оби-Ваном. Рева нападает на Вейдера, но проигрывает ему в схватке. Вновь появляется оригинальный Гранд-инквизитор, восстановленный в своей прежней должности, и они оба оставляют её умирать. Раненая Рева находит передатчик Оби-Вана, который Хаджа обронил накануне, и видит сообщение от Бэйла, из которого узнаёт о том, что Люк и Лея — дети Вейдера, и что Люк находится на Татуине.                                                                                               |                        |            | |               |
| 6 | «Part VI» «Часть VI»   | Дебора Чоу | Сюжет : Стюарт Битти, Джоби Харольд и Эндрю Стэнтон Телесценарий : Джоби Харольд, Эндрю Стэнтон и Хуссейн Амини | 22 июня 2022  |
| Рева прибывает на Татуин на поиски Люка, в то время как Вейдер преследует Кеноби и «Путь» на Звёздном разрушителе. Поняв, что Вейдеру нужен только он, Кеноби отделяется от группы, отвлекая внимание на себя. Он отправляется на близлежащую планету, вступает в сражение с Вейдером и парализует его, повредив шлем и дыхательный механизм. Поняв, что Энакина поглотила сущность Вейдера, Кеноби удаляется. Тем временем Рева добирается до дома Люка и вступает в схватку с Оуэном и Беру. Победив их, она преследует Люка до пустыни, но вспомнив бойню Энакина в Храме джедаев, решает вернуть его семье. Кеноби поздравляет её с тем, что ей удалось преодолеть травму прошлого и освободиться от Тёмной стороны. На Мустафаре исцелённый Вейдер отказывается от поисков Кеноби после того, как Палпатин, учитель Дарта, ставит под сомнение его мотивы и верность. Кеноби прибывает на Алдераан, заверяет семью Органа в том, что придёт на помощь, если будет нужно, и прощается с Леей. Вернувшись на Татуин, он разрешает конфликт с Оуэном, позволяет Люку быть обычным ребёнком и удаляется в пустыню. Он наконец обретает внутренний покой и способность контактировать с призраком Силы своего учителя Квай-Гона. |                        |            | |               |

## Производство

### Предыстория
Генеральный директор Disney Боб Айгер в феврале 2013 года заявил о разработке нескольких спин-оффов «Звёздных войн». В августе 2016 года Оби-Ван Кеноби победил с большим отрывом в опросе от «The Hollywood Reporter» о том, какой персонаж «Звёздных войн» заслуживает спин-офф. Стивен Долдри вступил в переговоры о том, чтобы снять фильм с участием Кеноби, в августе 2017 года. Долдри должен был наблюдать за разработкой и написанием сценария к фильму вместе с Lucasfilm. Юэн Макгрегор, который исполнял роль Кеноби в трилогии приквелов «Звёздных войн», ещё не был связан с проектом, но прежде заявлял, что готов вернуться к роли. Хуссейн Амини приблизительно в конце 2017 года присоединился к проекту в качестве сценариста.
В мае 2018 года стало известно, что фильм будет называться «Кеноби. Звёздные войны: Истории» и что в нём Кеноби будет защищать молодого Люка Скайуокера на планете Татуин на фоне напряжённости между местными фермерами и пустынниками. Ожидалось, что производство фильма под рабочим названием «Joshua Tree» будет проходить в Северной Ирландии, на студии Paint Hall в Белфасте, начиная с 2019 года — как только закончится производство финального сезона «Игры престолов». Однако Disney отменила запланированные спин-оффы «Звёздных войн» после кассового провала фильма «Хан Соло. Звёздные войны: Истории» (2018). Внимание Lucasfilm переключилось на создание сериалов для стримингового сервиса Disney+. В августе 2018 года Макгрегор рассказал, что его спрашивали о спин-оффе про Кеноби в течение «многих и многих лет», и он был бы рад принять участие, но никаких планов, связанных с таким фильмом, нет. По словам актёра, его интересовала история персонажа в промежутке между приквелами и оригинальной трилогией; Макгрегор хотел бы увидеть историю «человека, который потерял веру», чтобы показать, как его персонаж из приквелов, который «всегда может пошутить или кажется спокойным и хорошим воином», становится «сломленным» и похожим на образ, созданный в оригинальной трилогии Алеком Гиннессом.

### Разработка
В августе 2019 года на конвенте D23 президент Lucasfilm Кэтлин Кеннеди и Макгрегор официально объявили, что актёр снова сыграет Оби-Вана в новом шестисерийном мини-сериале для Disney+, действие которого происходит через восемь лет после событий фильма «Звёздные войны. Эпизод III: Месть ситхов». Съёмки должны были начаться в июле 2020 года, и на момент анонсирования сериала Амини уже написал сценарий. Месяц спустя Кеннеди объявила, что Дебора Чоу, впечатлившая её своей работой в «Мандалорце», станет режиссёром сериала про Кеноби.
Амини позже рассказал, что черпал вдохновение из тех же источников, что и автор «Звёздных войн» Джордж Лукас, включая книгу Джозефа Кэмпбелла «Герой с тысячью лицами», историю и культуру самураев, буддизм. Поскольку Кеноби в сериале остаётся без поддержки друзей и Ордена джедаев, сценарист смог исследовать новые аспекты франшизы — например, её духовную сторону. Сравнивая сценарий со своими первоначальными планами, Амини констатировал, что сериальный формат позволил уделить больше внимания персонажу, политике и истории.
К январю 2020 года на студии Pinewood Studios в Лондоне началась подготовка к съёмкам, проходили кинопробы с потенциальными актёрами. В конце месяца начали циркулировать слухи о том, что сериал отменён из-за возникших технических проблем. Съёмки действительно отложили на неопределённый срок, и собранная команда отправилась по домам: выяснилось, что Кеннеди недовольна сценарием, в котором сюжетная линия с Кеноби и Скайуокером оказалась слишком похожей на сюжет «Мандалорца» (там главный герой тоже защищает «Малыша»). Начались поиски нового сценариста для сериала, причём предполагалось, что Чоу останется режиссёром. Подготовку к съёмкам планировалось возобновить в середине 2020 года, как только сценарий будет переписан. Появились данные о том, что сериал сокращён до четырёх эпизодов, но Макгрегор в этом усомнился.
В апреле 2020 года Джоби Харольд стал сценаристом и шоураннером проекта. В октябре съёмки были отложены до марта 2021 года из-за пандемии COVID-19. В декабре 2020 года Кеннеди объявила, что сериал будет называться «Оби-Ван Кеноби» и что Чоу останется режиссёром. В феврале 2021 года стало известно, что съёмки будут проходить в Лос-Анджелесе, а не в Лондоне и английском Бостоне, как сообщалось прежде. Исполнительными продюсерами сериала стали Кеннеди, Мишель Рейван, Чоу, Макгрегор и Харольд, и было подтверждено, что эпизодов будет шесть.
«Оби-Ван Кеноби» задумывался как мини-сериал, и Чоу назвала его «одной большой историей с началом, серединой и концом». Однако Кеннеди заявила о возможности продления сериала, ссылаясь на удовольствие, полученное актёрами и съёмочной группой во время съёмок. Макгрегор и Кристенсен тоже говорили о своём желании снять ещё один сезон.

### Сценарий
По словам Чоу, с приходом Харольда история претерпела «значительные изменения», но некоторые элементы первого сценария всё же сохранились. Амини и Стюарт Битти указаны в титрах как сценаристы первых трёх эпизодов, дополнительными сценаристами стали Ханна Фридман и Эндрю Стэнтон. Харольд стремился показать, что произошло с Кеноби между приквелами и оригинальной трилогией: он уверен, что этого персонажа определяет его прошлое, в первую очередь его отношения с Энакином, и что по ходу повествования Кеноби должен столкнуться с этим прошлым и осознать своё место в этой истории.
Харольд решил ввести в сюжет Лею, так как подумал, что Кеноби мог бы присматривать и за ней. Разрабатывая диалоги для неё, он стремился показать принцессу «энергичной и достаточно взрослой для своих лет», причём вдохновлялся фильмами «Бумажная луна» (1973) и «Успеть до полуночи» (1988). Харольд считает, что сериал добавляет контекста в некоторые моменты следующих по хронологии частей франшизы (в частности, это послание Леи Оби-Вану в «Новой надежде»). По словам сценариста, он «сконцентрировался на мысли, что [Оби-Ван Кеноби] — это Эпизод 3,5 между оригинальной трилогией и приквелами», сводящий воедино сюжетные линии этих трилогий, связующее звено между III и IV эпизодами. Харольд стремился сохранить канон, хотя в ходе премьерного показа у фанатов возникали предположения об отклонении от него (в частности, во втором эпизоде Рева пронзает Гранд-инквизитора световым мечом, что могло противоречить событиям мультсериала «Звёздные войны: Повстанцы»).
Кеннеди и Чоу запретили сценаристам связывать сюжет сериала с «Мандалорцем» и его спин-оффами. Чоу утверждала, что больше всего общего у «Оби-Вана» с фильмами-приквелами, и стремилась усилить сюжетную связь с оригинальной трилогией. При подготовке к работе она изучала Расширенную вселенную, причём ссылалась на роман Джона Джексона Миллера «Звёздные войны: Кеноби» как на источник «интонаций», но не непосредственно сюжетного материала. Чоу стремилась создать отдельную историю развития персонажа франшизы, сравнивая проект с фильмами «Логан» (2017) и «Джокер». Она черпала вдохновение из «песчаных, поэтичных вестернов» («Как трусливый Роберт Форд убил Джесси Джеймса», «Предложение»), из работ Акиры Куросавы. По её словам, Чоу чувствовала «сильную взаимосвязь» между джедаями и ронинами. Появившуюся в сериале новую планету под названием Дайю, контрастирующую с пустынями Татуина, Харольд сравнивает с Гонконгом с его «граффити и небоскрёбами».
Решение внедрить в сюжет Дарта Вейдера было, по словам Чоу, непростым, но авторы шоу всё же признали, что в этом есть смысл. Изначально предполагалось, что в сериале появятся другие злодеи — в частности, Дарт Мол, но Чоу решила, что одного Вейдера будет достаточно.

### Подбор актёров
После официального аносирования сериала в августе 2019 года стало известно, что Макгрегор сыграет главную роль. На момент приостановки производства в январе 2020 года Рэй Парк готовился к роли Дарта Мола, был найден актёр на роль юного Люка Скайуокера. Оба эти актёра покинули проект после решения о переделке сценария.
В декабре 2020 года Кеннеди объявила, что Хейден Кристенсен появится в сериале в роли Дарта Вейдера, которую он играл в приквелах. Макгрегор назвал воссоединение с Кристенсеном в сериале «самой прекрасной вещью из всех», а Кеннеди описала это как «матч-реванш века». Было объявлено, что Джеймс Эрл Джонс снова озвучит роль Дарта Вейдера, но на деле его голос был создан компьютерной программой Respeecher на основе предыдущих записей. В марте 2021 года к актёрскому коллективу присоединились Мозес Инграм, Кумэйл Нанджиани, Индира Варма, Руперт Френд, О’Ши Джексон-мл., Сон Кан, Симона Кесселл, Бенни Сафди, Джоэл Эдгертон и Бонни Писс (двое последних вернулись к ролям из приквелов).
В марте 2022 года было подтверждено, что Инграм, Френд и Кан исполнили роли Ревы/Третьей сестры, Гранд-инквизитора и Пятого брата соответственно. Гранд-инквизитор и Пятый брат уже появлялись в мультсериале «Звёздные войны: Повстанцы», где их озвучили Джейсон Айзекс и Филип Энтони-Родригес соответственно (Айзекс выражал желание сыграть Гранд-инквизитора в сериале). Варма получила роль имперского офицера, Грант Фили — роль молодого Люка Скайуокера. После премьеры сериала в мае 2022 года стало известно, что Джимми Смитс снова сыграл сенатора Бэйла Органу. Кесселл сыграла его жену, королеву Брею, заменив Ребекку Джексон Мендозу из «Мести ситхов». Вивьен Лира Блэр сыграла юную Лею Органу.
Иан Макдермид и Лиам Нисон появились в финальном эпизоде, повторяя роли Палпатина и Квай-Гона Джинна. Прежде Нисон говорил, что не хочет играть на телевидении, поскольку ему больше по душе кинематограф, но он всё же согласился сыграть в «Оби-Ване» из уважения к Лукасу и потому, что не хотел отдать роль другому.

### Дизайн
Даг Чян и Тодд Чернявски стали художниками-постановщиками сериала, Суттират Энн Ларларб — дизайнером костюмов. Чян, который является вице-президентом Lucasfilm и контролирует дизайн всех проектов, рассказал позже, что самым большим испытанием было перенести в сериал атмосферу приквелов и оригинальной трилогии, отдавая дань уважения и при этом добавляя новые элементы. К примеру, образы Татуина согласованы с фильмами, но при этом привносят в сериал нечто новое: на экране появляется город Анкорхед, прежде только упоминавшийся во франшизе. Чян и Чернявски совместными усилиями создали дизайн, соответствующий «балансу», которого желала Чоу.
Для подготовки к работе над сериалом реквизитор Брэд Эллиотт пересмотрел все фильмы трилогии приквелов. Он вдохновлялся источниками, предоставленными Пабло Идальго, работой Ральфа Маккуорри над оригинальной трилогией и методами, использованными конструкторами реквизита в ней. Он решил оставить несколько принадлежащих Кеноби вещей, например, макробинокль, голопроекторы и датапад из трилогии приквелов. Эллиотт посчитал, что «имеет смысл тот факт, что Кеноби взял с собой несколько вещей, чтобы присматривать за Люком», и объяснил, что голопроектор он оставил на тот случай, если с ним свяжется Бэйл Органа. Создание светового меча Кеноби стало испытанием для реквизиторов, поскольку дизайнеры, работавшие над приквелами и оригинальной трилогией, использовали разные дизайны рукояти; понадобилось создавать нечто новое. В итоге визуальная эстетика рукояти по большей части была вдохновлена трилогией приквелов, но команда улучшила эммитер, чтобы сделать меч похожим на оружие Гиннесса в «Новой надежде». Когда началось создание световых мечей инквизиторов, Филони посоветовал представить, что анимационная интерпретация была «преувеличенной версией» игровой. По словам Эллиотта, это помогло команде сохранить общий вид световых мечей из «Повстанцев», где впервые появились инквизиторы, но с изменёнными пропорциями для использования оружия людьми.

### Съёмки
Съёмки, запланированные на апрель 2021 года, начались 4 мая 2021 года, в День «Звёздных войн». Они проходили на площадке The Volume на студии Manhattan Beach Studios в Лос-Анджелесе. Сериал снимался режиссёром Деборой Чоу и оператором Чоном Джонхуном. При производстве сериала была использована технология видеостены StageCraft, которая прежде использовалась для создания сериалов «Мандалорец» и «Книга Бобы Фетта». Чоу выбрала Чона в качестве оператора из-за его визуального стиля, а также из-за его опыта работы над проектами разного масштаба. Макгрегор протестировал костюмы для «Оби-Вана Кеноби» на съёмочной площадке «Мандалорца» и почувствовал, что технология StageCraft позволит ему больше наслаждаться работой благодаря использованию синего и зелёного экрана. Съёмки закончились 19 сентября 2021 года.
Монтажёрами стали Николас де Тот, Келли Диксон и Джош Эрл.

### Музыка
Натали Холт написала композиции для сериала и стала таким образом первой женщиной-композитором, работавшей над проектом в рамках франшизы «Звёздные войны». Её музыку записывали в Лондоне в течение нескольких месяцев. В середине февраля 2022 года композитор Джон Уильямс записал заглавную тему для сериала вместе с оркестром в Лос-Анджелесе. Прежде он был композитором номерных фильмов франшизы и написал основную тему для Оби-Вана Кеноби, которая позже стала ассоциироваться с Силой. Уильямс уговорил Кеннеди позволить ему написать новую тему к сериалу, поскольку Кеноби оставался единственным заглавным персонажем оригинального фильма без самостоятельной темы; Холт назвала новую композицию рефлексивной, задумчивой и содержащей «элемент надежды», который «полностью соответствует настрою шоу». Сериал стал вторым случаем, когда Уильямс записал основную тему для проекта по «Звёздным войнам», не являясь основным композитором, после фильма «Хан Соло», и первым сериалом с его музыкой с момента выхода «Удивительных историй» в 1985 году.
Чоу специально ездила в Лондон, чтобы встретиться с Холт и обеспечить ей «двухдневное интенсивное погружение» с помощью чернового монтажа сериала. Затем Холт разработала темы для новых персонажей и оригинальные композиции, которые, по её словам, больше «уходят корнями в традиции „Звёздных войн“», чем музыка Людвига Йоранссона к «Мандалорцу». Как и в случае с предыдущими саундтреками «Звёздных войн», Холт вдохновлялась мотивами разных культур, используя элементы латинской музыки для одной планеты и «восточные» звуки из Таиланда и Гонконга для другой. Она использовала охотничий рог и некоторые необычные ударные инструменты для создания звуков Инквизиторов, которые «возбуждают внутренности. Такие навязчивые… с этой будоражащей, ритмичной текстурой». Звукорежиссёр Крис Фогель работал с Холт при записи саундтрека на студии Йоранссона. Холт закончила работу в конце апреля 2022 года.

## Маркетинг
Тизер-трейлер сериала вышел 9 марта 2022 года во время онлайн-встречи акционеров Disney. Многие пользователи сети заметили, что в ролике использована музыка Уильямса, а Зак Шарф из Variety назвал момент, когда звучит песня Duel of the Fates, «самым захватывающим» во всём трейлере, так как песня «символизирует воссоединение в сериале друга [Оби-Вана] и врага [Энакина Скайуокера]». Дэниел Чин из The Ringer заявил, что трейлер «заряжает мощной ностальгией по приквелам», и тоже обратил внимание на использование Duel of the Fates, которая, по его словам, задаёт тон сериалу. Второй трейлер вышел 4 мая, в День «Звёздных войн», и Райан Паркер из The Hollywood Reporter назвал его «мощным». Многие обозреватели выделили появление в трейлере Дарта Вейдера. Майкл Макуэртор из Polygon написал, что трейлер даёт «беглый взгляд на всю напряжённость охоты Империи за одним из последних адептов Силы». По мнению Джосса Вайса из Syfy, трейлер показывает, как Кеноби пытается жить с «позорными ошибками своего прошлого». Анджела Уотеркаттер из Wired высказалась скептически: она считает, что «весь контент по „Звёздным войнам“ ощущается так, будто находится на автопилоте».
Сериал продвигался во время Star Wars Celebration 26 мая: в программу вошли предварительный показ первых двух эпизодов и живое исполнение заглавной темы Тихоокеанским симфоническим оркестром под руководством Уильямса. В мае 2022 года Volkswagen выпустил рекламный ролик для своей линейки автомобилей ID. Buzz, в котором появились C-3PO, R2-D2 и Макгрегор. Дизайнерами компаний Volkswagen и Lucasfilm были созданы два концепта автомобиля, вдохновлённых «Звёздными войнами» и позже представленных на Star Wars Celebration.

## Релиз
Первые два эпизода «Оби-Вана Кеноби» вышли на Disney+ 26 мая 2022 года. В первый, пятый и шестой эпизоды было добавлено предупреждение в связи с тем, что сцены исполнения Приказа 66 схожи с массовым убийством в начальной школе «Робб», которое произошло накануне премьеры. Остальные четыре серии выходили по средам до 22 июня включительно. Изначально премьера была запланирована на 25 мая — день сорок пятой годовщины с момента выхода фильма «Звёздные войны» (1977).

## Реакция
Disney объявил, что в первые выходные «Оби-Ван Кеноби» стал самым просматриваемым новым сериалом в истории стримингового сервиса. Согласно данным Samba TV, в период с 27 по 30 мая «Часть I» посмотрело 2,14 млн пользователей из США, что выше результатов премьер второго сезона «Мандалорца» (2,08 млн) и «Книги Бобы Фетта» (1,5 млн). В период с 22 по 26 июня финал «Оби-Вана» посмотрели 1,8 млн пользователей, что на 20 % больше, чем у финала «Книги Бобы Фетта» (1,5 млн).
| Графики недоступны из-за технических проблем. См. информацию на Фабрикаторе и на mediawiki.org. - «Оби-Ван Кеноби» (2022): Процент положительных отзывов на сайте Rotten Tomatoes |

На сайте-агрегаторе рецензий Rotten Tomatoes сериал получил рейтинг 83 % со средним баллом 6.60/10, основанный на 297 отзывах. Консенсус сайта гласит: «Это не тот „Оби-Ван Кеноби“, которого ищут зрители, но душевная игра Юэна Макгрегора и несколько свежих решений делают его приятным… дополнением саги о „Звёздных войнах“». На Metacritic сериалу присвоены 73 балла из 100 возможных на основе 19 рецензий, что соответствует статусу «в целом положительные отзывы».
Мэтт Пёрслоу из IGN дал первым двум эпизодам 8 баллов из 10, похвалив сюжет и арку персонажа Кеноби, но раскритиковав темп повествования. Он назвал сериал «неожиданно эмоциональной главой большой саги». Обозреватель CNN Брайан Лоури похвалил игру Макгрегора, написав, что актёр «выходит на новый уровень, идеально изображая легендарного джедая», и назвал мотивировку действий Кеноби «весьма правдоподобной». Энджи Хан из The Hollywood Reporter тоже оставила положительный отзыв, похвалив игру Макгрегора, режиссуру Чоу, визуальную эстетику Дайю и общий тон сериала, схожий, по её мнению, с фильмом «Изгой-один». Она добавила, что у сериала «есть потенциал к показу наиболее сложного развития персонажа во всей франшизе».
Стюарт Херитейдж из The Guardian раскритиковал медленное развитие сюжета в первом эпизоде, но похвалил действие во втором, сравнив его с «Джоном Уиком». Он присвоил сериям 3 звезды из 5. Брайан Труитт из USA Today и Стивен Келли из BBC тоже сравнивали сериал с «Джоном Уиком». Труитт дал первым двум сериям 3 звезды из 4, похвалив музыку Уильямса и эволюцию персонажа; по его словам, «„Кеноби“ больше ощущается как „Звёздные войны“ старой школы, чем его предшественники». Келли похвалил сценарий Харольда к первому эпизоду, но сценарию второго дал более низкую оценку. Ему понравились энергия взаимоотношений между Кеноби и Леей, общий творческий подход и операторская работа, а сцены на Татуине и Дайю, по его словам, «производят странное, ненатуральное впечатление, не подходящее великому статусу Оби-Вана». Сэм Барсанти из The A.V. Club обратил внимание на проблемы с повествованием, но отнёсся к ним нейтрально и похвалил игру Блэр. План Ревы по выманиванию Кеноби посредством похищения Леи он посчитал абсурдным. Барсанти дал первым двум эпизодам оценку «B-». Доминик Паттен из Deadline Hollywood оставил отрицательный отзыв и раскритиковал сюжет, сказав, что это «почти что ностальгия в чистом виде безо всякого мудрого посыла и интересной истории».
Обозреватель «Мира фантастики» Илья Глазков охарактеризовал «Оби-Вана Кеноби» как «проект сложный, подчас дерзкий, местами неровный» с Макгрегором как «главным достоинством и основной приманкой». Он констатирует, что роль в сериале — «одна из сильнейших работ» в карьере актёра. Это шоу, по мнению рецензента, обогащает франшизу, хотя и не является обязательным к просмотру. «Вполне вероятно, — пишет Глазков, — что „Оби-Ван Кеноби“ захватит вас и растрогает до слез…, если вы любите неторопливые персонажные драмы».

### Награды и номинации
| Награда                          | Дата вручения | Категория                                                       | Номинанты и получатели                | Результат | П.      |
| -------------------------------- | ------------- | --------------------------------------------------------------- | ------------------------------------- | --------- | ------- |
| Премия Общества декораторов США  | 2022          | Лучший декор/дизайн для телефильма или мини-сериала             | Жан Паскаль, Тодд Чернявски и Даг Чян | Победа    | [ 115 ] |
| Black Reel Awards for Television | 2022          | Лучшая актриса второго плана в телефильме или мини-сериале      | Мозес Ингрэм                          | Ожидается | [ 116 ] |
| Сатурн                           | 2022          | Лучший мини-сериал для потокового медиа                         | «Оби-Ван Кеноби»                      | Победа    | [ 117 ] |
| Сатурн                           | 2022          | Лучший актёр в телесериале для потокового медиа                 | Юэн Макгрегор                         | Номинация | [ 117 ] |
| Сатурн                           | 2022          | Лучшая актриса второго плана в телесериале для потокового медиа | Мозес Ингрэм                          | Победа    | [ 117 ] |
| Сатурн                           | 2022          | Лучшая юная актриса в телесериале для потокового медиа          | Вивьен Лира Блэр                      | Номинация | [ 117 ] |
| Сатурн                           | 2022          | Лучший гостевой актёр в телесериале для потокового медиа        | Хейден Кристенсен                     | Победа    | [ 117 ] |

В мае 2022 года Disney и Lucasfilm решили не номинировать сериал на 74-ю прайм-таймовую премию «Эмми», которая вручается Американской телевизионной академией, ссылаясь на то, что он не будет выпущен полностью в рамках условного срока, который заканчивается 31 мая, в противном случае члены Академии должны были увидеть финальные эпизоды 15 июня, до начала голосования.

## Документальный спецвыпуск
В августе 2022 года Disney анонсировал документальный спецвыпуск «Оби-Ван Кеноби: Возвращение джедая», премьера которого состоялась 8 сентября 2022 года в честь Дня Disney+. В нём рассказывается о создании сериала, о возвращении Оби-Вана Кеноби и Энакина Скайуокера.

## Комментарии
1. ↑  События фильма «Звёздные войны. Эпизод III: Месть ситхов» (2005)